# Ушоа
Ушоа (порт. Uchoa) — муниципалитет в Бразилии, входит в штат Сан-Паулу. Составная часть мезорегиона Сан-Жозе-ду-Риу-Прету. Входит в экономико-статистический микрорегион Сан-Жозе-ду-Риу-Прету. Население составляет 9552 человека на 2006 год. Занимает площадь 252,213 км². Плотность населения — 37,9 чел./км².

## История
Город основан 29 марта 1930 года.

## Статистика
- Валовой внутренний продукт на 2003 составляет 128 403 654,00 реала (данные: Бразильский институт географии и статистики).
- Валовой внутренний продукт на душу населения на 2003 составляет 13 784,61 реала (данные: Бразильский институт географии и статистики).
- Индекс развития человеческого потенциала на 2000 составляет 0,750 (данные: Программа развития ООН).

## География
Климат местности: тропический. В соответствии с классификацией Кёппена, климат относится к категории Cfa.